# Walter Lesch (Fußballspieler)
Walter Lesch (* 3. April 1923; † Januar 2013) war ein deutscher Fußballspieler. Der Abwehrspieler hat von 1947 bis 1958 insgesamt 218 Spiele (19 Tore) in den Oberligen West und Nord absolviert.

## Karriere

### VfL Witten
Lesch, aus Hindenburg in Oberschlesien stammend, spielte nach dem Zweiten Weltkrieg zunächst für den VfL Witten, für den er die Saison 1947/48 in der Oberliga West, in einer von fünf Staffeln als höchste deutsche Spielklasse, bestritt. Sein Oberliga-Debüt gab er am 14. September 1947 (1. Spieltag) beim 1:1-Unentschieden im Auswärtsspiel gegen den VfR Köln 04 rrh., sein erstes Tor erzielte er am 9. November 1947 (9. Spieltag) bei der 1:4-Niederlage im Auswärtsspiel gegen Preußen Dellbrück mit dem Treffer zum 1:3. Mit dem Abstieg des Vereins in die Landesliga Westfalen, verließ er den Verein …

### Preußen Münster
… und wechselte zwei Jahre später zu Preußen Münster, für den er von 1949 bis 1954 116 Oberligaspiele bestritt und sieben Tore erzielte. Während dieser Zeit schulte Lesch hauptberuflich als Gastronom um und richtete eine Wirtschaft in Münsters Hammer Straße ein.
Sein Debüt gab er am 11. September 1949 (2. Spieltag) beim 1:1-Unentschieden im Auswärtsspiel gegen den 1. FC Köln, sein erstes Tor erzielte er am 23. Oktober 1949 (8. Spieltag) beim 1:1-Unentschieden im Auswärtsspiel gegen Hamborn 07 mit dem Treffer zum Endstand in der 55. Minute.
Als Zweitplatzierter der Saison 1950/51 nur einen Punkt hinter dem Meister der Oberliga West, FC Schalke 04, war er mit seiner Mannschaft – und diese auch – das einzige Mal als Teilnehmer an der Endrunde um die Deutsche Meisterschaft qualifiziert.
In der Endrunde, die in zwei Gruppen zu jeweils vier Mannschaften ausgetragen wurde, und deren Gruppensieger das Finale bestritten, kam er siebenmal zum Einsatz. Er bestritt alle sechs Spiele der Gruppe 2, die er mit seiner Mannschaft als Sieger abschloss und somit das Finale erreichte.
Das am 30. Juni 1951 im Berliner Olympiastadion gegen den 1. FC Kaiserslautern ausgetragene Finale wurde trotz der 1:0-Führung durch Felix Gerritzen in der 47. Minute noch mit 1:2 durch die beiden von Ottmar Walter in der 61. und 74. Minute erzielten Tore verloren; es ist der bis heute größte sportliche Erfolg, den eine Mannschaft von Preußen Münster erzielte.
Ferner bestritt er ein einziges Spiel im DFB-Pokal-Wettbewerb, das am 17. August 1952 in der 1. Runde mit 3:5 nach Verlängerung gegen den VfB Mühlburg verloren wurde.

### Eintracht Nordhorn
Von 1955 bis 1958 spielte er dann für Eintracht Nordhorn in der Oberliga Nord. Mit dem Neuling, der 1955 aus der 1. Amateurliga in die Oberliga Nord aufgestiegen war, konnte er in den drei Jahren die Spielklasse halten und in 80 Ligaspielen 10 Tore erzielen. Ab Sommer 1958 übte er das Amt des Spielertrainers bei Sparta Nordhorn aus.

## Erfolge
- Zweiter der Deutschen Meisterschaft 1951